# 34645 Vieiramartins
34645 Vieiramartins este o planetă minoră (asteroid), cu un diametru de 5,551 km, din centura de asteroizi. A fost descoperită pe 20 noiembrie 2000 la Stația Anderson Mesa de Lowell Observatory Near-Earth-Object Search și a fost numită după Roberto Vieira-Martins⁠(d). 
Obiectul prezintă o orbită caracterizată de o semiaxă mare de 3,0183668 UAi, o excentricitate de 0,12, o înclinație de 11,47979 ° în raport cu ecliptica.